# Gorenja vas, Kanal
Gorenja vas este o localitate din comuna Kanal ob Soči, Slovenia, cu o populație de 224 de locuitori.